# Donna Diana

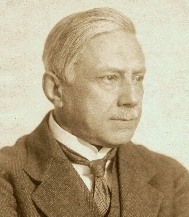
Emil von Reznicek.

Donna Diana är en komisk opera i tre akter med musik av Emil von Reznicek. Librettot skrevs av tonsättaren efter pjäsen El desdén con el desdén av Agustín Moreto (1654).

## Historia
Reznicek läste Moretos pjäs 1894, omarbetade det till ett libretto och komponerade musiken i en hast. Inom ett år hade operan premiär på Deutsches Theater i Prag (den 16 december 1894), där den fick ett positivt mottagande. 1933 reviderade Reznicek librettot och överförde handlingen från 1600-talets Spanien till nutiden, samt förtätade händelseförloppet med diverse förkortningar. Ouvertyren spelas ofta separat som konsertnummer.

## Personer
- Don Diego, regerande greve av Barcelona (bas)
- Donna Diana, hans dotter (sopran)
- Donna Laura, hans brorsdotter (sopran)
- Donna Fenisa, hans brorsdotter (mezzosopran)
- Don Cesar, prins av Urgel (tenor)
- Don Louis, prins av Béarn (tenor)
- Don Gaston, greve av Foix (bas)
- Perin, hovnarr (baryton)
- Floretta, Donna Dianas fostersyster och förtrogna (mezzosopran)

## Handling
Donna Diana har beslutat följa sin namne gudinnan Dianas exempel och leva ogift, men efter en riddarturnering vill hennes far, don Diego, att hon skall välja sig en äkta man bland segrarna. Don Cesar, som är uppriktigt förälskad i Diana, blir utpekad som hennes blivande make men han vet att hon inte är intresserad och därför låtsas han på sin hovnarrens Perins inrådan som om han inte heller vill gifta sig. Efter många förvecklingar, där båda låtsas att de hellre vill ha någon annan, måste donna Diana till sist medge att hon älskar don Cesar och officiellt välja honom till make.